# Eleonora d'Este (principessa di Venosa)
Eleonora d'Este (Ferrara, 23 novembre 1561 – Modena, 26 novembre 1637) fu una nobile ferrarese e principessa consorte di Venosa. Fu sorella di Cesare d'Este, Duca di Modena e Reggio

## Biografia

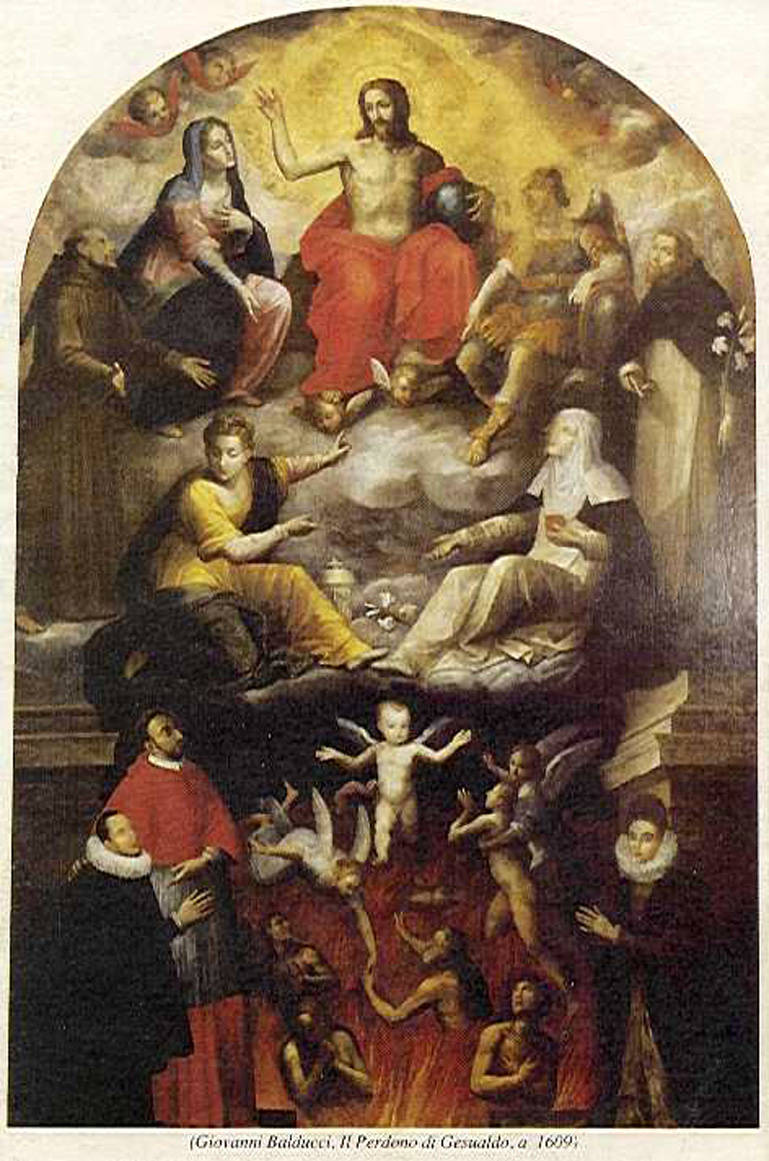
Gesualdo, Chiesa S.Maria delle Grazie - Pala del perdono di Giovanni Balducci, Eleonora è orante in basso a destra.

Era figlia di Alfonso d'Este, marchese di Montecchio e figlio (illegittimo) del duca di Ferrara Alfonso I d'Este, e della prima moglie Giulia della Rovere, figlia del duca di Urbino Francesco Maria I della Rovere.
Venne data in sposa a Carlo Gesualdo da Venosa; il matrimonio venne celebrato a Ferrara il 21 febbraio 1594.
La prima moglie di Carlo fu Maria d'Avalos, che fu trovata assieme all'amante e uccisa dal marito nella notte tra il 16 e il 17 ottobre 1590.
Il matrimonio fu infelice a causa dell'avarizia e dei maltrattamenti del marito, nonché per la morte prematura dell'unico figlio.
Il 10 settembre 1613 rimase vedova e, benché il testamento del marito le imponesse di rimanere a Gesualdo per poter beneficiare del vitalizio e dei titoli nobiliari, fece ritorno a Modena.

## Discendenza
Eleonora e Carlo ebbero un figlio:
- Alfonsino (Ferrara, 1595 - Gesualdo,  1600).

## Ascendenza
|                                |                       |                           | Genitori                |  |  | Nonni |  |  | Bisnonni        |  |  | Trisnonni          |  |
|                                |                       |                           |                         |  |  |       |  |  | Ercole I d'Este |  |  | Niccolò III d'Este |  |
|                                |                       |                           |                         |  |  |       |  |  | Ercole I d'Este |  |  | Niccolò III d'Este |  |
|                                |                       | Ricciarda di Saluzzo      |                         |  |  |       |  |  | Ercole I d'Este |  |  |                    |  |
| Alfonso I d'Este               |                       |                           |                         |  |  |       |  |  | Ercole I d'Este |  |  |                    |  |
|                                |                       | Eleonora d'Aragona        | Ferdinando I di Napoli  |  |  |       |  |  |                 |  |  |                    |  |
|                                |                       | Eleonora d'Aragona        | Ferdinando I di Napoli  |  |  |       |  |  |                 |  |  |                    |  |
|                                |                       | Eleonora d'Aragona        | Isabella di Clermont    |  |  |       |  |  |                 |  |  |                    |  |
| Alfonso d'Este                 |                       | Eleonora d'Aragona        |                         |  |  |       |  |  |                 |  |  |                    |  |
|                                |                       | Francesco Boccacci Dianti | …                       |  |  |       |  |  |                 |  |  |                    |  |
|                                |                       | Francesco Boccacci Dianti | …                       |  |  |       |  |  |                 |  |  |                    |  |
|                                |                       | Francesco Boccacci Dianti | …                       |  |  |       |  |  |                 |  |  |                    |  |
| Laura Dianti                   |                       | Francesco Boccacci Dianti |                         |  |  |       |  |  |                 |  |  |                    |  |
|                                |                       | …                         | …                       |  |  |       |  |  |                 |  |  |                    |  |
|                                |                       | …                         | …                       |  |  |       |  |  |                 |  |  |                    |  |
|                                |                       | …                         | …                       |  |  |       |  |  |                 |  |  |                    |  |
| Eleonora d'Este                |                       | …                         |                         |  |  |       |  |  |                 |  |  |                    |  |
|                                | Giovanni Della Rovere | Raffaele Della Rovere     |                         |  |  |       |  |  |                 |  |  |                    |  |
|                                | Giovanni Della Rovere | Raffaele Della Rovere     |                         |  |  |       |  |  |                 |  |  |                    |  |
|                                | Giovanni Della Rovere | Teodora Manirolo          |                         |  |  |       |  |  |                 |  |  |                    |  |
| Francesco Maria I Della Rovere | Giovanni Della Rovere |                           |                         |  |  |       |  |  |                 |  |  |                    |  |
|                                |                       | Giovanna da Montefeltro   | Federico da Montefeltro |  |  |       |  |  |                 |  |  |                    |  |
|                                |                       | Giovanna da Montefeltro   | Federico da Montefeltro |  |  |       |  |  |                 |  |  |                    |  |
|                                |                       | Giovanna da Montefeltro   | Battista Sforza         |  |  |       |  |  |                 |  |  |                    |  |
| Giulia Della Rovere            |                       | Giovanna da Montefeltro   |                         |  |  |       |  |  |                 |  |  |                    |  |
|                                |                       | Francesco II Gonzaga      | Federico I Gonzaga      |  |  |       |  |  |                 |  |  |                    |  |
|                                |                       | Francesco II Gonzaga      | Federico I Gonzaga      |  |  |       |  |  |                 |  |  |                    |  |
|                                |                       | Francesco II Gonzaga      | Margherita di Baviera   |  |  |       |  |  |                 |  |  |                    |  |
| Eleonora Gonzaga Della Rovere  |                       | Francesco II Gonzaga      |                         |  |  |       |  |  |                 |  |  |                    |  |
|                                |                       | Isabella d'Este           | Ercole I d'Este         |  |  |       |  |  |                 |  |  |                    |  |
|                                |                       | Isabella d'Este           | Ercole I d'Este         |  |  |       |  |  |                 |  |  |                    |  |
|                                |                       | Isabella d'Este           | Eleonora d'Aragona      |  |  |       |  |  |                 |  |  |                    |  |
|                                |                       | Isabella d'Este           |                         |  |  |       |  |  |                 |  |  |                    |  |